# Proteuxoa collaris
Proteuxoa collaris är en fjärilsart som beskrevs av Walker 1865. Proteuxoa collaris ingår i släktet Proteuxoa och familjen nattflyn. Inga underarter finns listade i Catalogue of Life.